# Egzegeza
Egzegeza (grč. eksḗgēsis: vođenje, razlaganje) je kritičko tumačenje tekstova (napose biblijskih, gramatičkih, povijesnih, pravnih itd.).
Tradicijski se ovaj izraz rabilo pri biblijskoj egzegezi, dok se u suvremenoj znanosti pojam proširio na kritičko tumačenje bilo kojeg teksta, stoga se rabi izraz "biblijska egzegeza" kad se želi govoriti o tumačenju biblijskih tekstova. Cilj biblijske egzegeze je istražiti značenje teksta, čime se otkriva njegovo značenje ili bitnost.
Egzegeza obuhvaća široki raspon kritičkih disciplina: tekstualni kriticizam je istraživanje povijesti i izvora teksta, no egzegeza može sadržavati studiju povijesne i kulturne pozadine autora, teksta i izvornog čitateljstva. Ostale analize sadrže klasifikaciju vrste književnog roda nazočnog u tekstu te analizu gramatičkih i sintaktičkih osobina u tekstu.
Naizmjence se rabi izraze egzegeza i hermeneutika, što nije sasvim točno. Potonja obuhvaća šire definiranu disciplinu interpretacijske teorije: obuhvaća cijeli okvir interpretativnog procesa, obuhvaćajući pri tome sve oblike komunikacije - pisane, govorne i negovorne, za razliku od egzegeneze koja se usredotočuje primarno na pisani tekst.
U pravnoj znanosti i u djelovanju pravnih stručnjaka općenito, metoda egzegeze su posve nezamjenjive: naime je neophodno da se pravne norme interpretiraju. S obzirom na to da su pravne norme iskazane kao rečenice, tumače se one u suštini istim metodama kao i svaki drugi tekst.

## Vanjske poveznice
Mrežna mjesta
- Marinko Vidović, Tumačenje Biblije u Crkvi - značenje dokumenta Papinske biblijske komisije, Crkva u svijetu 2/1994., Hrčak
- egzegeza Hrvatska enciklopedija, www.enciklopedija.hr
- I. Lazarović, Egzegeza, književnost i književna kritika, Crkva u svijetu 4/1967., Hrčak
- Zvonimir Izidor Herman, Suvremena egzegeza u Crkvi, Bogoslovska smotra 3-4/1992., Hrčak